# Мендім
Менді́м (рос. Мендим, башк. Мәндем) — присілок у складі Гафурійського району Башкортостану, Росія. Входить до складу Ташлинської сільської ради.
Населення — 204 особи (2010; 325 в 2002).
Національний склад:
- башкири — 98%